# Velterová váha
Velterová váha (anglicky Welterweight) je váhová kategorie v některých bojových sportech, která následuje po lehké a předchází váze střední.

## Box
V boxu se do velterové váhy zahrnují bojovníci mezi 63,5–67 kg.

## Mixed Martial Arts
V MMA má každá organizace jiný systém třídění:
- Ultimate Fighting Championship – ≤77 kg
- Pancrase – ≤77 kg
- Shooto – ≤70 kg
- Oktagon MMA – ≤77,1 kg